# Tractat de Shaoxing
El tractat de Shaoxing (en xinès 紹興|和議, pinyín Shàoxīng Héyì) fou l'acord que finalitzà els conflictes militars entre la dinastia Jin i la dinastia Song del Sud. A més dibuixà legalment els límits dels dos països i forçà la dinastia Song a renunciar a totes les reclamacions sobre els seus exterritoris del nord del riu Huai (que incloïen l'antiga capital, Kaifeng). El tractat fou signat el 1141, i segons ell el Song del Sud accedí a pagar un tribut de 250.000 taels i 250.000 paquets de seda als Jin cada any fins al 1164. El tractat fou ratificat formalment l'11 d'octubre de 1142, quan un enviat dels Jin visità la cort dels Song. El tractat reduí el Song del Sud a un estat quasi-tribut dels jurchen de la dinastia Jin.